# Franz Jürgens

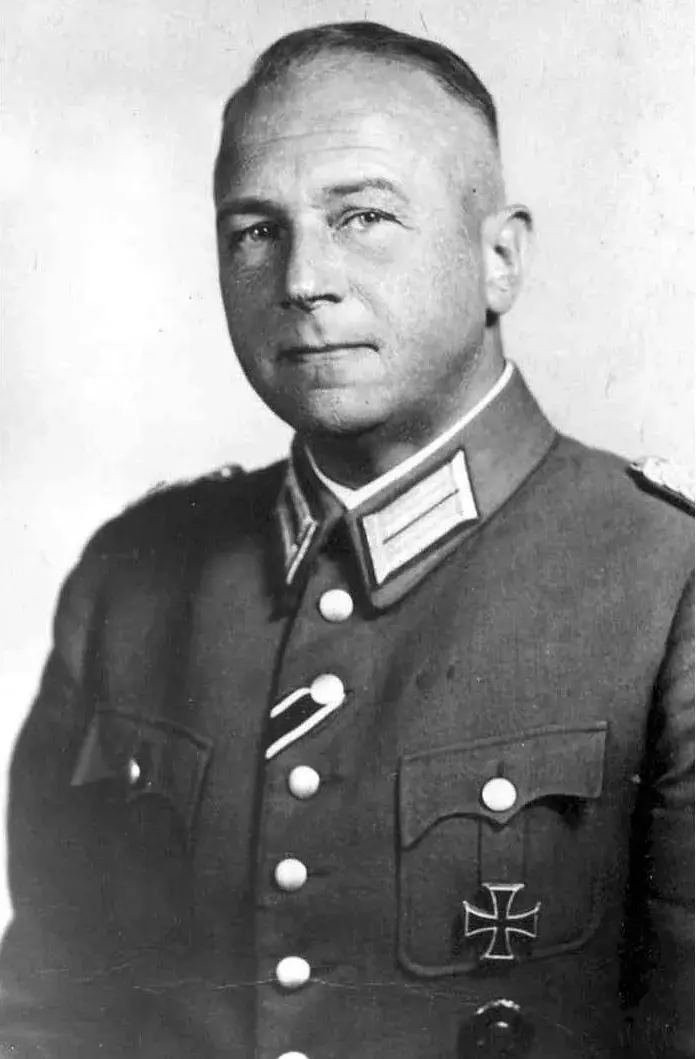
Franz Jürgens

Carl Franz Jürgens (* 14. November 1895 in Einbeck; † 16. April 1945 in Düsseldorf) war Kommandant der Schutzpolizei in Darmstadt und Düsseldorf, verantwortlich für den Transport Darmstädter Juden in die Vernichtungslager des Holocaust und am Widerstand gegen das NS-Regime beteiligt.

## Leben und Karriere
Als Sohn eines Stadtbaumeisters besuchte Jürgens die Volksschule und anschließend das Realgymnasium in Einbeck. 1914 meldete er sich als Kriegsfreiwilliger bei der Infanterie. Er kämpfte in Flandern und im Artois und wurde später nach Litauen versetzt. Nach einer Verwundung kehrte er – nach Lazarettaufenthalt – an die Westfront zurück. 1916 wurde er zum Unteroffizier befördert, das Kriegsende erlebte er als Leutnant der Reserve.
Er erhielt das Eiserne Kreuz erster und zweiter Klasse.
Nach dem Krieg trat er 1920 in den Polizeidienst in Darmstadt ein. Er war zunächst Polizei-Leutnant, ab 1923 dann Oberleutnant. 1932 wurde er zum Hauptmann befördert. Zum 1. Mai 1933 trat er in die NSDAP ein (Mitgliedsnummer 1.864.301). Seine Beförderung zum Major erfolgte 1937, 1943 schließlich zum Oberstleutnant. Als Leiter der Schutzpolizei in Darmstadt war er nach neueren Forschungsergebnissen für den Transport von jüdischen Frauen, Männern und Kindern in die Vernichtungslager verantwortlich.
Am 27. Oktober 1944 wurde Jürgens nach Düsseldorf versetzt. Dort übernahm er am 1. Januar 1945 das Kommando über die Schutzpolizei.
Anfang April 1945 unterstellte ihm der Chef der Düsseldorfer Polizei das Kommando Mitte, welches – bestehend aus Männern des „Volkssturms“ und der Schutzpolizei – den Alliierten möglichst großen Widerstand bieten sollte. Er lehnte das Kommando vehement ab.
Jürgens hatte sich intern ablehnend über den Plan geäußert, alle Versorgungsinfrastruktur in Düsseldorf zu zerstören und die Stadt von Zivilisten zu räumen und zum Kampfgebiet zu machen. Der Rechtsanwalt Karl August Wiedenhofen nahm Kontakt mit Jürgens auf.

## Widerstand in Düsseldorf

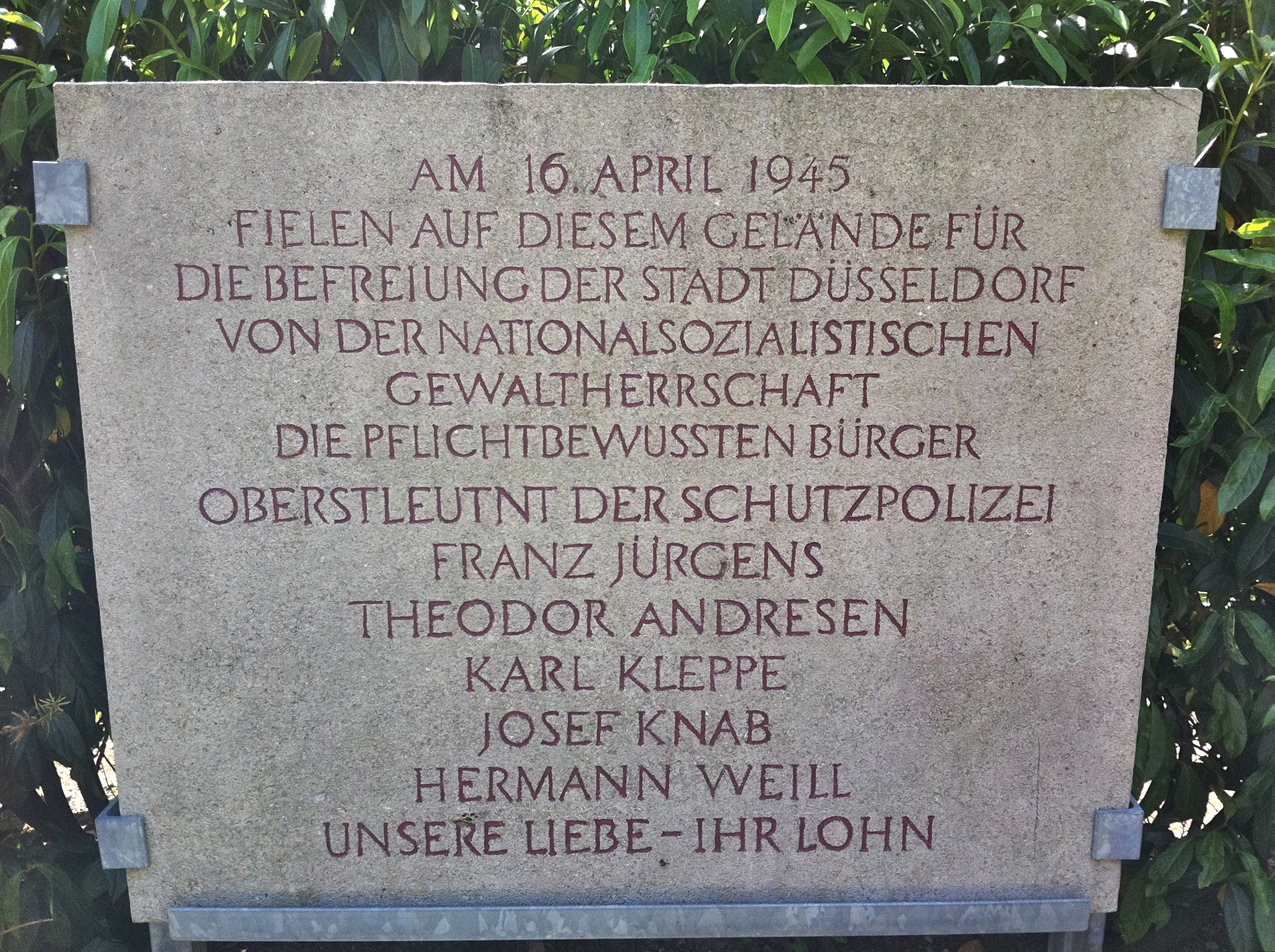
Gedenktafel auf der Jürgens-Gedächtnisstätte

Im April 1945 beteiligte er sich an einer Aktion Düsseldorfer Bürger, um die Stadt kampflos an die vorrückenden amerikanischen Streitkräfte zu übergeben. Wenige Stunden vor der Befreiung Düsseldorfs wurde er zum Tod verurteilt und hingerichtet. Im Jahr 1999 wurden die Standgerichtsurteile gegen Jürgens und die anderen an der Aktion beteiligten Bürger nach umfangreichen Recherchen der Staatsanwaltschaft Düsseldorf auf der Grundlage des 1998 beschlossenen Gesetzes zur Aufhebung nationalsozialistischer Unrechtsurteile in der Strafrechtspflege aufgehoben.

## Ehrungen
Jürgens hat ein Ehrengrab auf dem Nordfriedhof in Düsseldorf. Nach ihm wurde der Jürgensplatz, der Vorplatz des Düsseldorfer Polizeipräsidiums, benannt sowie die Franz-Jürgens-Straße in Düsseldorf-Golzheim. Die Jürgens-Gedächtnisstätte wurde 2005 wegen der Aufgabe des Stadtwerke-Geländes von der Feuerbachstraße in die Anton-Betz-Straße verlegt. Nach Bekanntwerden von Jürgens’ Verantwortlichkeit für Transporte von Darmstädter Juden in Vernichtungslager forderten Vertreter jüdischer Gemeinden eine Umbenennung des Platzes, der Straße und der Schule. Der Platz wird in 2025 umbenannt.